# Unión puntual

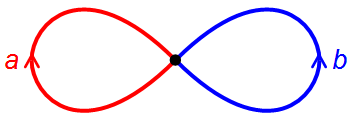
La unión puntual de dos círculos

En topología, la unión puntual o suma de cuña  consiste en "enganchar" de una familia de espacios topológicos por un punto. Es decir, si {\displaystyle X} e {\displaystyle Y} son espacios puntados (es decir, espacios topológicos con puntos distinguidos o "destacados" {\displaystyle x_{0}} y {\displaystyle y_{0}}) la unión puntual de {\displaystyle X} e {\displaystyle Y} es el espacio cociente de la unión disjunta de {\displaystyle X} e {\displaystyle Y} por la identificación {\displaystyle x_{0}\sim y_{0}:}
{\displaystyle X\vee Y=(X\amalg Y)/\sim }
donde {\displaystyle \,\sim \,} es la clausura de equivalencia de la relación {\displaystyle \left\{\left(x_{0},y_{0}\right)\right\}} (es decir, identificamos los puntos destacados como un solo punto). Más en general, supongamos {\displaystyle \left(X_{i}\right)_{i\in I}} es una familia indexada de espacios puntados con puntos distinguidos {\displaystyle \left(p_{i}\right)_{i\in I}.} La unión puntual de la familia viene dada por:
{\displaystyle \bigvee _{i\in I}X_{i}=\coprod _{i\in I}X_{i}\;/{\sim },}
donde {\displaystyle \,\sim \,} es la clausura de equivalencia de la relación {\displaystyle \left\{\left(p_{i},p_{j}\right):i,j\in I\right\}} (es decir, identificamos los puntos destacados de cada espacio como un solo punto). En otras palabras, la unión puntual consiste en enganchar varios espacios por un solo punto. Esta definición depende de la elección de los puntos destacados {\displaystyle \left(p_{i}\right)_{i\in I}}, a no ser que los espacios {\displaystyle \left(X_{i}\right)_{i\in I}} sean homogéneos.
La unión puntual de espacios (puntados para hacer la construcción) vuelve a ser un espacio puntado (el punto donde se enganchan los espacios es destacado) y, como operación binaria, es asociativa y conmutativa (salvo homeomorfismo).

## Ejemplos
La unión puntual de dos círculos es homeomorfa a un espacio en forma de ocho. La unión puntual de {\displaystyle n} círculos a menudo se denominan ramo o bouquet de {\displaystyle n} círculos o rosa de {\displaystyle n} pétalos, mientras que la unión puntual de esferas arbitrarias se suele llamar ramo (o bouquet) de esferas.
Una construcción común en homotopía consiste en identificar todos los puntos a lo largo del ecuador de una {\displaystyle n}-esfera {\displaystyle \mathbb {S} ^{n}}. Al hacerlo, se obtienen dos copias de la n-esfera, unidas en el punto que era el ecuador, es decir, la unión puntual de dos n-esferas:
{\displaystyle \mathbb {S} ^{n}/{\sim }=\mathbb {S} ^{n}\vee \mathbb {S} ^{n}.}

## Descripción categórica
La unión puntual puede entenderse como el coproducto en la categoría de espacios puntados. Alternativamente, la suma de la cuña puede verse como el pushout del diagrama {\displaystyle X\leftarrow \{\bullet \}\to Y} en la categoría de espacios topológicos (donde {\displaystyle \{\bullet \}} es cualquier espacio de un punto).